# ファビアン・ルモワーヌ
ファビアン・ルモワーヌ（Fabien Lemoine, 1987年3月16日 - ）は、フランス・イル＝エ＝ヴィレーヌ県フージェール出身の元サッカー選手。現役時代のポジションはミッドフィールダー。

## 経歴
地元クラブのスタッド・レンヌでプロキャリアをスタートさせた。2011年にASサンテティエンヌに移籍。2017年からASサンテティエンヌでプレー。
2023年7月18日、現役引退を表明した。

## 代表歴
U-21フランス代表経験を持つ。

## 所属クラブ
- スタッド・レンヌ 2007-2011
- ASサンテティエンヌ 2011-2017
- FCロリアン 2017-2022
- FCヴェルサイユ78 2022-2023

## タイトル

### クラブ
ASサンテティエンヌ
- クープ・ドゥ・ラ・リーグ : 2012-13